# Carbochim
Carbochim Cluj-Napoca este o companie specializată în fabricarea produselor abrazive din România.

## Istorie
Carbochim a fost înființată în anul 1949, la Cluj-Napoca, România.
Acționarii companiei sunt: Viorel Popoviciu cu 17,66%, SIF Banat-Crișana (SIF1) cu un procent de 13,08%, Titus Popa cu 11,16%, Mircea Ionescu cu 10,78% și Ion Răducanu cu o participație de 10,68%.
Acțiunile companiei se tranzacționează la categoria a doua a Bursei de Valori București, sub simbolul CBC.
În România mai există un singur fabricant de produse abrazive, Abrom Bârlad.
Cifra de afaceri în 2007: 32,3 milioane lei (8,7 milioane euro)